# 博登罗德-韦斯特豪森
博登罗德-韦斯特豪森（德語：Bodenrode-Westhausen）是德国图林根州的市镇，隶属于艾希斯费尔德县。总面积为14.53平方千米，截至2023年12月31日总人口为1,070人。